# Europäischer Riesenläufer
|  | Dieser Artikel wurde aufgrund von formalen oder inhaltlichen Mängeln in der Qualitätssicherung Biologie im Abschnitt „Kieferklauenträger“ zur Verbesserung eingetragen. Dies geschieht, um die Qualität der Biologie-Artikel auf ein akzeptables Niveau zu bringen. Bitte hilf mit, diesen Artikel zu verbessern! Artikel, die nicht signifikant verbessert werden, können gegebenenfalls gelöscht werden. Lies dazu auch die näheren Informationen in den Mindestanforderungen an Biologie-Artikel. Begründung: Es wird kaum etwas zur Art geschrieben, stattdessen beinhaltet der Artikel Informationen, die in einen Gattungsartikel gehören würden. |

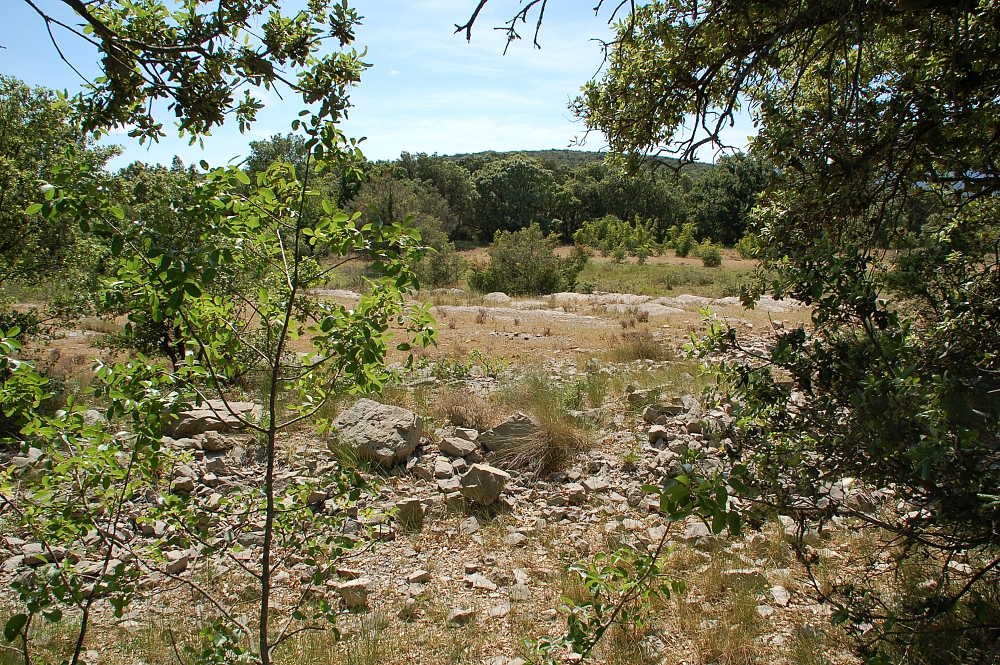
Lebensraum

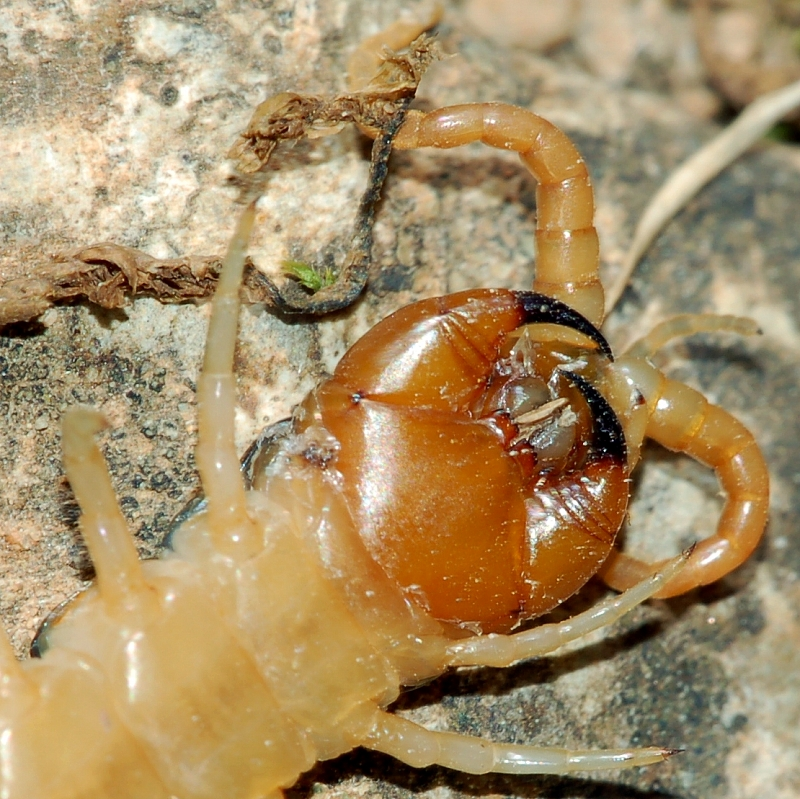
Die aus einem Beinpaar hervorgegangenen Giftklauen

Der Europäische Riesenläufer (Scolopendra cingulata), auch Mittelmeerskolopender, ist im gesamten Mittelmeerraum verbreitet, von Portugal bis zu den Gebieten am Schwarzen Meer. Von den 9 im Mittelmeerraum verbreiteten Arten ist der Europäische Riesenläufer die am weitesten verbreitete Art, er kommt auch in Westasien vor. Nördlich der Alpen fehlt er.

## Merkmale
Zur Gattung Scolopendra gehören weltweit die größten Arten der Hundertfüßer. Der Europäische Riesenläufer erreicht eine durchschnittliche Körperlänge von 10 cm, allerdings gibt es auch Nachweise von über 15 cm langen Tieren. Die Färbung der Tiere variiert je nach Region. Gewöhnlich sind die Hinterränder der Rückensegmente deutlich dunkler und so erscheinen die Tiere gestreift. Die Abgrenzung zu anderen Arten geschieht anhand von morphologischen Merkmalen der innenliegenden Genitalien. Das Geschlecht ist nur durch eine Analyse der innenliegenden Genitalsegmente zu erkennen.

## Lebensweise
Auch der Europäische Riesenläufer ist überwiegend nachtaktiv und jagt Insekten, aber auch gelegentlich kleine Wirbeltiere, wie junge Eidechsen. Am Tag verbergen sich die Tiere meist unter großen Steinen und in Bodenspalten, wo sie vor der Hitze und Trockenheit gut geschützt sind. Daher sind sie zumindest einfacher in offenem Gelände mit ausreichend vielen Steinen anzutreffen. Die Tiere sind in zahlreichen Biotopen vertreten, gelegentlich aber ohne Hilfsmittel kaum nachzuweisen.

## Riesenläufer und Mensch
Ähnlich wie andere Arten der Gruppe gehört auch der Europäische Riesenläufer zu den wenigen Wirbellosen, die bei Bedrohung angreifen. Er besitzt allerdings im Vergleich zu anderen Arten ein für den Menschen nicht sonderlich gefährliches Gift. Bisse sind aber dennoch sehr schmerzhaft und daher sollte man den Tieren bei Begegnungen immer ausreichend Platz zur Flucht lassen.